# Pluies diluviennes de janvier 2011 au Brésil
Des pluies diluviennes s'abattent sur l'État de Rio de Janeiro, au Brésil à partir du 11 janvier 2011. Elles provoquent des inondations, des coulées de boue et des glissements de terrain, causant la mort de 809 personnes et détruisant les habitations de 14 000 personnes,.
Les villes les plus touchées sont :
- Nova Friburgo avec 391 morts ;
- Teresópolis avec 327 morts ;
- Petrópolis avec 66 morts ;
- Sumidouro avec 22 morts ;
- São José do Vale do Rio Preto avec 3 morts.

Le 15 janvier, la présidente du Brésil Dilma Rousseff décrète un deuil national de trois jours et de sept jours pour l'État de Rio de Janeiro.

## Sources
- AFP, Pluies diluviennes au Brésil: deuil national, plus de 600 morts, 15 janvier 2011